# دانشکده مهندسی هوافضا دانشگاه صنعتی شریف

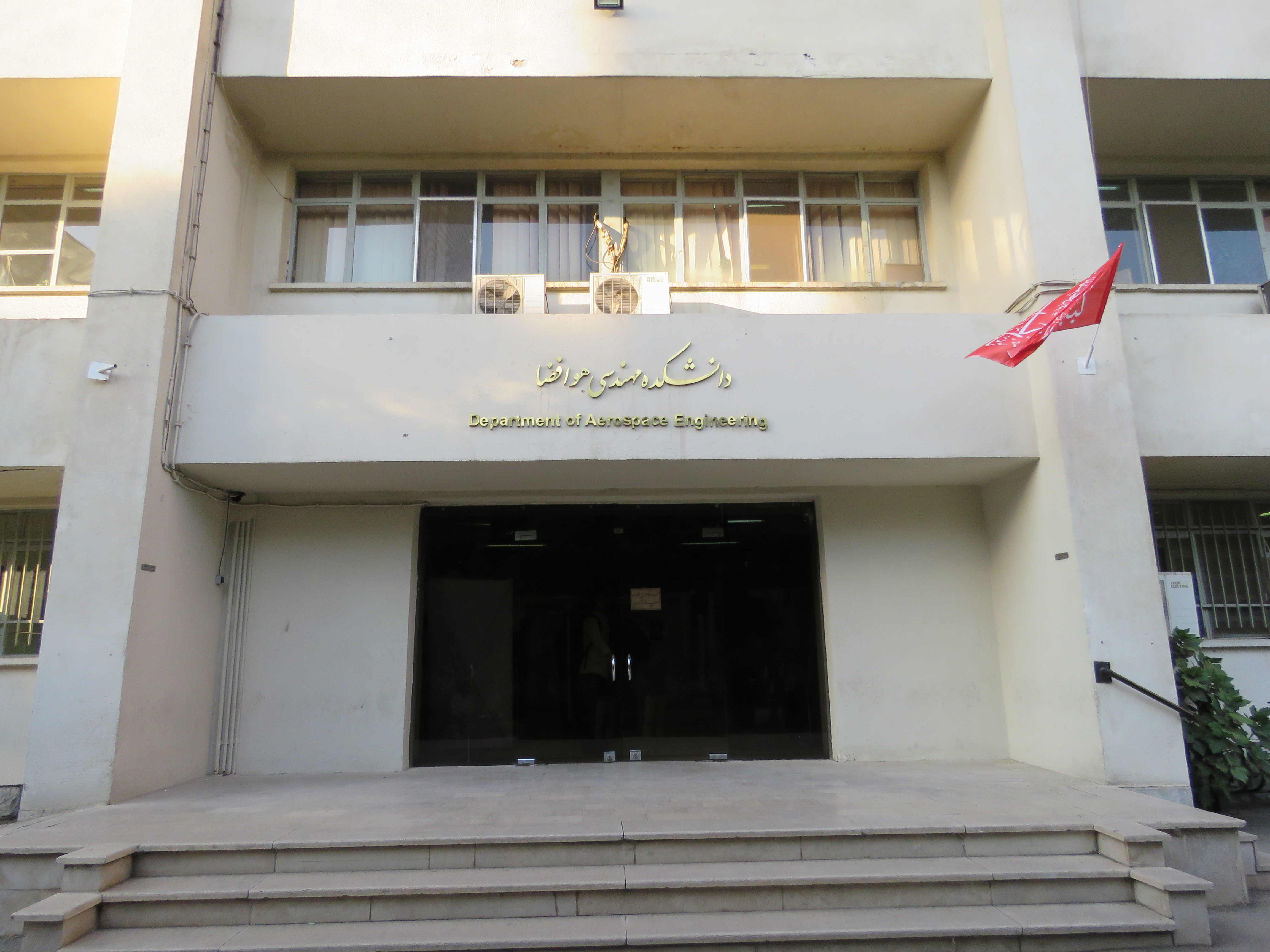
عکس دانشکده مهندسی هوافضا صنعتی شریف (ساختمان فعلی)

دانشکده مهندسی هوافضا دانشگاه صنعتی شریف به‌طور تخصصی بر روی رشته‌های مربوط به هوا فضا اختصاص دارد. گروه مهندسی هوافضا در دانشگاه صنعتی شریف برنامه‌های مدرک خود را در سال ۱۳۶۶ به عنوان گروه مهندسی هوافضا، بخشی از گروه مهندسی مکانیک آغاز کرد. در سال ۱۳۷۸، گروه هوافضا از گروه مهندسی مکانیک جدا شد و به عنوان یک بخش مستقل به فعالیت خود ادامه داد.
طبق فلسفه عمومی دانشگاه صنعتی شریف، دانشکده‌های مهندسی هوافضا گروهی منتخب از معتبرترین دانشگاه‌های جهان هستند که فضای تخصص و همکاری را فراهم می‌کنند که در سایر دانشگاه‌ها بی نظیر است. دانشکده مهندسی هوافضا با کسانی که در مهندسی مکانیک، فیزیک کاربردی و مهندسی برق کار می‌کنند، همکاری نزدیک دارد.

## تاریخچه
رشته مهندسی هوافضا به دلیل جایگاه پیشرو آن در موضوعات علمی و فناوری، نقش ویژه‌ای در ارتقاء اقتدار و امنیت ملی کشور دارد و می‌تواند نقش ارزنده‌ای در پشتیبانی و رشد صنایع مرتبط بومی ایفا نماید. در همین راستا به جهت رفع نیازهای کشور در حوزه طراحی، ساخت، هدایت، ناوبری و کنترل سامانه‌های هوافضایی، اولین گروه تخصصی- دانشگاهی مهندسی هوافضا در سطح کشور در مهرماه سال ۱۳۶۶ در دانشگاه صنعتی شریف تأسیس شد و اقدام به پذیرش دانشجوی کارشناسی نمود. با توجه به زمینه‌های پژوهشی متنوع در صنایع هوافضا و افزایش تعداد اعضاء هیئت علمی متخصص در این زمینه، گروه مهندسی هوافضا به سرعت توسعه یافت. در نهایت با گسترش جمعیت دانشجویی هوافضا در مقطع کارشناسی تا دکتری و نیز افزایش تعداد اعضاء هیئت علمی گروه هوافضا، دانشکده مهندسی هوافضا در آبان ماه ۱۳۷۸ تأسیس گردید.
این دانشکده هم‌اکنون با سازمانی شامل پنج گروه آموزشی، هسته‌های پژوهشی فراگیر، پژوهشکده‌های تابعه، آزمایشگاه‌ها و کارگاه‌های مختلف به تربیت متخصصین رشته هوافضا مشغول بوده و هدایت، انجام یا مشارکت در اجرای برخی از مهمترین پروژه‌های محوری صنعت هوافضای کشور را نیز در کارنامهٔ خود دارد.
قطب علمی سامانه‌های هوافضایی دانشکده مهندسی هوافضا نیز به عنوان یکی از قوی‌ترین مراکز علمی کشور در تیر ماه ۱۳۸۸ رسماً تأسیس گردید. این قطب در شاخه تخصصی طراحی سامانه‌های هوافضایی فعالیت می‌کند و از اهداف کلیدی و کلان آن توسعه و تقویت علمی- فرهنگی تیم‌های چند زمینه‌ای نمونه در سطح ملی و منطقه‌ای می‌باشد.
پژوهشکده توسعهٔ علوم و فناوری فضایی نیز از دیگر مجموعه‌های رشد یافته توسط دانشکده مهندسی هوافضا می‌باشد که در سال ۱۳۸۹ با حمایت دانشکده و نیز تعدادی از اعضای هیئت علمی دانشگاه در حوزهٔ فضایی شکل گرفته‌است.

## ساختار دانشکده مهندسی هوافضا
گروه آموزشی شامل گروه آیرودینامیک، گروه پیشرانش، گروه سازه، گروه دینامیک پرواز و کنترل و گروه مهندسی فضایی می‌باشد.
هسته‌های پژوهشی شامل فناوری فضایی، رباتیک هوافضایی، آیروالاستیسیته- هیدورالاستیسیته، توربوماشین‌ها (مواد و سازه)، توربوماشین- آیروترمو، سامانه‌های هوافضایی و محاسباتی، شبیه‌سازی و مدیریت پرواز وسایل پرنده، هدایت و کنترل، ارزیابی احیاء و جوان سازی، توربین‌های بادی، آیرودینامیک تجربی و میکروسامانه‌های هوافضایی می‌باشد.
آزمایشگاه‌ها و کارگاه‌ها در دو بخش آموزشی و پژوهشی شامل: کارگاه اجزاء دقیق، آزمایشگاه آیرودینامیک، کارگاه رباتیک هوایی، ارتعاشات و مودال، آزمایشگاه سوخت و احتراق، کارگاه موتور، آزمایشگاه مواد مرکب، کارگاه بال و بدنه، آزمایشگاه سازه، آزمایشگاه پردازش موازی، آزمایشگاه سیستم‌های کنترل پرواز، آزمایشگاه شبیه‌ساز پرواز و آزمایشگاه تعیین و کنترل وضعیت می‌باشند. همین‌طور تعداد قابل توجهی از آزمایشگاه‌های تخصصی دیگر شامل: تمدید عمر و جوان سازی سیستم‌های پیشران فضایی، سیستم و تکنولوژی، ناوبری فضایی، تونل باد مادون صوت، دسترسی از دور، مواد و کنترل هوشمند، سیستم‌های تبرید و یخ‌زدایی، ترمواکوستیک، تونل باد مافوق صوت، آشکارسازی جریان، سخت‌افزار/ نرم‌افزار در حلقه، توربین‌های بادی، سوخت‌های زم‌استیک و رم‌جت نیز در دست توسعه و راه‌اندازی قرار دارند.
مجموعه‌های همکار عبارتند از: پژوهشکده شهید تهرانی مقدم و پژوهشکده شهید کاظمی که در ارتباط نزدیک با دانشکده فعالیت می‌نمایند و در تعدادی از پروژه‌های بزرگ، دانشکده را حمایت و با آن مشارکت می‌نماید.

## شورای صنفی دانشکده

لوگوی شورای صنفی دانشکده هوافضا صنعتی شریف

طبق ماده ۳۲ منشور حقوق دانشجویی، دانشجویان حق دارند در چارچوب قوانین و مقررات، شورای صنفی و رفاهی داشته باشند. این شورا مرکب از نمایندگان دانشجویان هر مؤسسه است که با رای مستقیم آن‌ها ابتدا در سطح واحد (دانشکده‌ها) و سپس در سطح مؤسسه (دانشگاه) مطابق آیین‌نامه انتخاب می‌شود و وظایف «تقویت زمینه‌های مشارکت، همفکری، تصمیم سازی، برنامه‌ریزی و همکاری دانش جویان در امور صنفی و حفظ و پیگیری حقوق و حریم دانشجویی» را در محورهای متعدد آموزشی، رفاهی، خدماتی و… بر عهده دارد. شورای صنفی دانشجویان نهادی دانشجویی است که به منظور مشارکت دانشجویان در تصمیم‌گیری و برنامه‌ریزی برای امور صنفی، رفاهی و آموزشی دانشجویان شکل گرفته‌است. اهرم تحقق این هدف همواره، افزایش آگاهی دانشجویان نسبت به مسائل صنفی جهت احقاق حقوق‌شان بوده‌است. شورای صنفی نهادی است که خارج از جناح‌بندی‌های سیاسی و توسط خودِ بدنه دانشجویی با هدف تحقق‌بخشی به مطالبات دانشجویان شکل گرفته‌است و بارزترین مشخصه آن اعمال خواست و نظر دانشجویان بر نحوه مدیریت و ساماندهی دانشگاه بوده‌است. شورای صنفی دانشکده مهندسی هوافضا درحال حاضر دارای ۵نفر اعضای اصلی و ۲نفر علی‌البدل هستند که شامل یک دبیر، کمیته آموزش، کمیته رفاه و کمیته فوق برنامه است. از وظایف و اختیارات شورای صنفی دانشکده می‌توان به موارد زیر اشاره کرد:
1. پیگیری حقوق صنفی دانشجویان واحد مربوطه، شناسایی مشکلات و ارائه پیشنهاد و راهکارهای اصلاحی به مسئولان ذیربط واحد و شورای مؤسسه
2. پیگیری رفع مشکلات صنفی دانشجویان واحد از طریق مسئولان ذیربط واحد و شورای مؤسسه
3. همکاری با کمیته اجرایی در مراحل اجرایی برگزاری انتخابات
4. ارائه گزارش عملکرد برای هرنیمسال به شورای نظارت مؤسسه
5. رسیدگی به شکایات و اعتراضات اعضای واحد[۴]

## انجمن علمی دانشکده

لوگوی انجمن علمی دانشکده هوافضا صنعتی شریف

تعریف انجمن علمی: مجموعه‌ای متشکل از دانشجویان علاقه‌مند به مشارکت داوطلبانه در فعالیت‌های علمی در یک یا چند گروه آموزشی یا دانشکدهٔ دانشگاه است.
انجمن علمی دانشکده مهندسی هوافضا به منظور حمایت، تقویت و ترویج فرهنگ و اخلاق علمی در دانشگاه‌های کشور، تقویت روحیه و بنیه علمی دانشجویان مستعد و توانمند و فراهم آوردن زمینه‌های مناسب برای فعالیت‌های جمعی علمی، همچنین بهره‌مندی از توانمندی و خلاقیت دانشجویان در تحقق توسعه علمی و نهضت تولید علم و جنبش نرم‌افزاری با حمایت دانشگاه‌ها و موسسات آموزش عالی و پژوهشی کشور طبق مفاد آیین‌نامه مصوب توسط وزارت علوم، تحقیقات و فناوری تشکیل می‌شود و به فعالیت می‌پردازد. اهداف تأسیس و فعالیت‌های انجمن‌ها و اتحادیه‌های انجمن‌های علمی دانشجویی به شرح زیر است:
1. ایجاد زمینه‌های مناسب برای شکوفایی استعدادها و بروز خلاقیت علمی دانشجویان و بهره‌گیری از توانمندی آن‌ها در تحقق و تقویت فضای علمی دانشگاه
2. افزایش مشارکت جمعی و داوطلبانه دانشجویان در فعالیت‌های علمی به منظور ترویج فرهنگ کار گروهی
3. تکمیل رسالت‌های دانشگاه در تربیت نیروی انسانی متخصصِ توانمند با رویکرد فرصت‌دهی و اعتماد
4. تقویت و تحکیم پیوندهای نظام آموزش عالی با بخش‌های مختلف جامعه و مجامع علمی ملی و بین‌المللی

### برخی از فعالیت‌های علمی انجمن
1. فعالیت آموزشی (کارگاه‌ها، کلاس‌ها و دوره‌های آموزشی علمی و تخصصی)
2. رویداد علمی (مسابقه، جشنواره، کنفرانس، نشست، سمینار، نمایشگاه، بزرگداشت، گردهمایی علمی و تخصصی)
3. تولید و نشر محتوای علمی (نشریه، کتاب، صفحات مجازی، نرم‌افزار، فیلم، مولتی‌مدیا، تابلو یا برد، مدیای علمی و تخصصی)
4. فعالیت پژوهشی (تحقیق، مطالعه و پژوهش)
5. کارآفرینی (ترویج و حمایت از کارآفرینی)
6. خلاقیت علمی (اختراع، ابتکار، نوآوری و نوآفرینی)
7. گفت‌وگوی علمی و تخصصی (هم‌اندیشی، مباحثه، گفت‌وگو، کرسی آزاداندیشی، مناظره، بحث و تبادل نظر، سخنرانی، میز گرد، نقد و نظر، حلقه فکری)
8. ارتباطات و همکاری‌های علمی (جلسه، بازدید و همکاری مشترک با مراکز و مجموعه‌های علمی، خدماتی، صنعتی، حرفه‌ای یا تخصصی ملی یا بین‌المللی و ارتباط با دانش‌آموختگان)

## ساختمان جدید

ساختمان جدید دانشکدهٔ مهندسی هوافضا صنعتی شریف

در سال ۱۳۸۶ کلنگ ساخت بزرگ‌ترین دانشکده مهندسی هوافضای خاورمیانه و نیز پژوهشکدهٔ علوم و فناوری فضایی با حضور مسئولین کشوری در دانشگاه صنعتی شریف به زمین زده شد و حدوداً از نیمه دوم سال ۱۳۸۷ پیگیری امور فنی پروژه به‌صورت جدی آغاز شد.
طراحی ساختمان برای ۱۸۸۰۰ مترمربع فضای مفید (طبقات ۲- تا همکف و سپس طبقات اول تا هشتم، جمعاً ۱۱ طبقه) انجام شده‌است. در این ساختمان فضای مناسب برای تمامی دفاتر، کلاس‌ها و آزمایشگاه‌های مورد نیاز رشته مهندسی هوافضا همراه با فضای مناسبی برای پژوهشکدهٔ علوم و فناوری فضایی در قالب یک معماری زیبا پیش‌بینی شده‌است.
در حال حاضر فاز اول پروژه (شامل طراحی سازه، طراحی معماری، طراحی و انتخاب تأسیسات ساختمانی، عملیات گودبرداری طبقات زیرین، بتن‌ریزی و شمع‌کوبی، اجرای فونداسیون، ستون‌های سازهٔ اصلی، عملیات سفت‌کاری) به انجام رسیده‌است. به علاوه، نمای بیرونی ساختمان نیز (در حد ۹۵٪ پیشرفت) اجرا شده‌است. به‌دلیل مشکلات پیش آمده، عملیات اجرا پس از اجرای نمای ساختمان متوقف شده‌است.